# Gyotaku

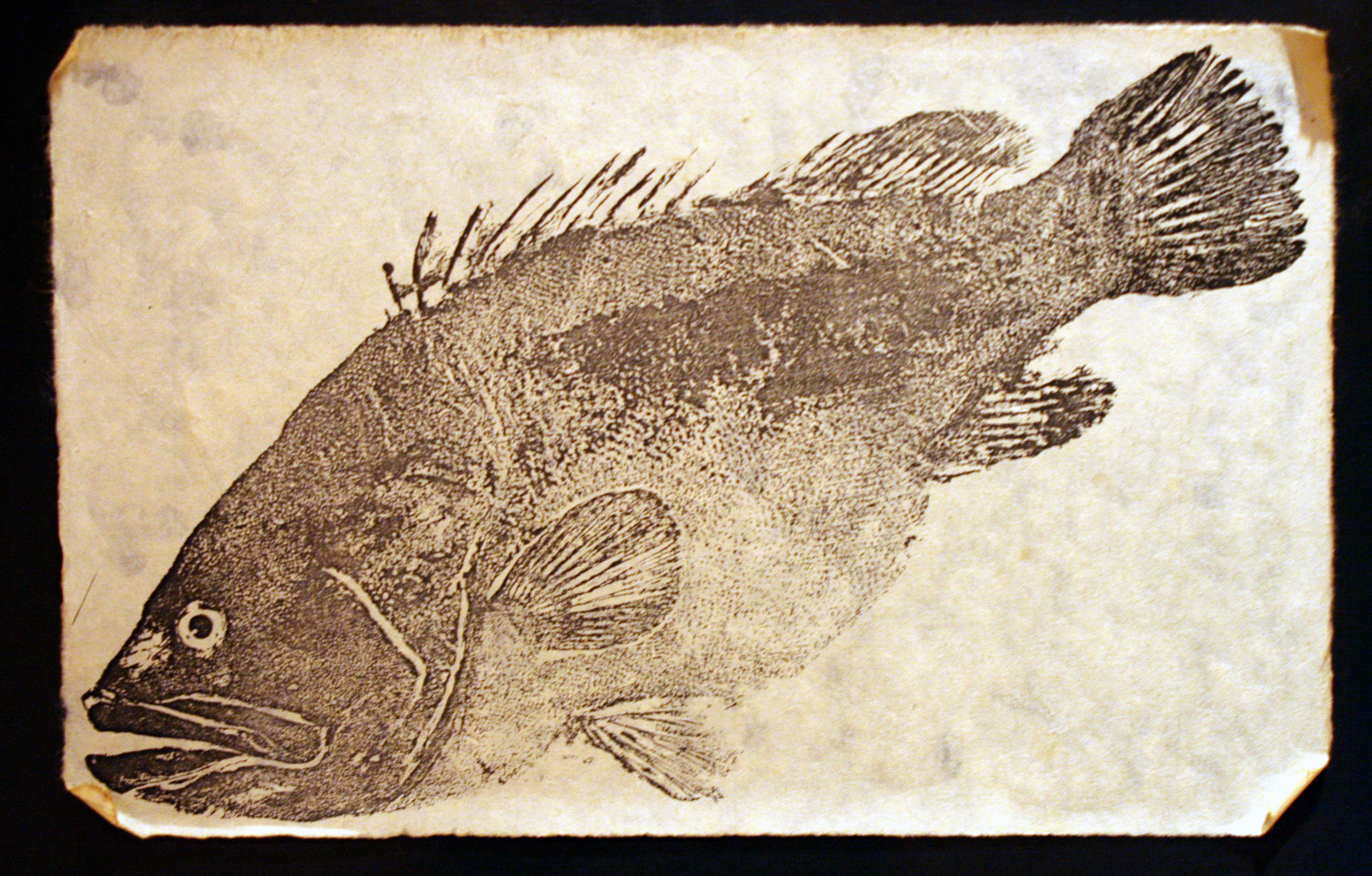
Imatge d'un Gyotaku

El gyotaku (del Japonès 魚拓, de gyo "peix" + taku "fricció") també conegut com a ictiograma és un tipus d'art japonès que consisteix a reproduir les emprentes d'un peix sobre diferents suports com paper o tela mitjançant la fricció. La tècnica data de mitjans del segle xix.

## Descripció
Es tracta d'un tipus de tècnica utilitzada pels pescadors japonesos per testimoniar les seves captures. A part de la impressió de la captura, també s'hi feia constar les seves mesures, el lloc de la captura i de vegades un petit poema d'agraïment abans de la signatura del pescador. Es tractava, per tant, d'una forma d'agraïment del pescador a la mar en reconeixement de la generositat dels oceans i alhora una expressió de la satisfacció i l'orgull de la captura.
La tècnica fou represa per naturalistes japonesos i nord-americans fins al segle xx. Alguns artistes sofisticaren la tècnica de l'ictiograma en funció del suport utilitzat, arribant fins i tot a representar les escates i l'ull.

## Mètodes

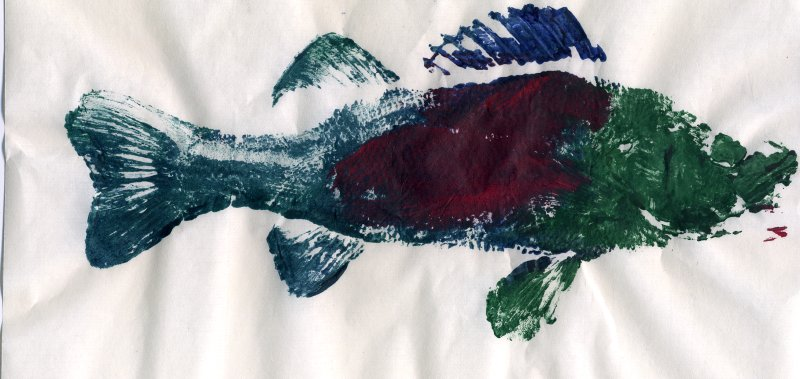
Impressió d'un Gyotaku feta amb una rèplica de peix de plàstic.

Existeixen dos mètodes que permeten la realització del Gyotaku que menen a resultats que són alhora oposats i complementaris: 
- Tinta xinesa, s'utilitza sobre el suport de paper japonès (washi) sobre el qual s'obté un motiu en negatiu.[3] Des dels seus orígens, aquest mètode servia per preservar el record d'una presa excepcional, i s'acompanyava d'un text on es relatava el lloc de la pesca, el nom del peix, la data i el seu pes, i de vegades s'acompanyava amb un poema. Aquests impressions es penjaven sovint a les peixateries com a trofeu i orgull del pescador.

El peix es renta amb sal o amb vinagre segons la seva procedència, aigua dolça o salada. Llavors s'aplicava la tinta en el sentit de les escates i seguidament s'hi posava el paper a sobre i es fregava a mà, sempre en el mateix sentit, des del cap a la cua. Finalment es desenganxava el paper i es pintava delicadament l'ull amb un pinzell.
- La segona tècnica apareix el 1948 sota la mà de Koyoo Inada.[4] Aquests foren els començaments de la interpretació artística, i es feren sobre suport més noble, la seda. A més, el color aportà un relleu i una vida nova a un art encara experimental. La seda resultà ideal gràcies a la seva facilitat d'ús i de manipulació. L'aplicació de colors és indirecta, és a dir, s'apliquen sobre el teixit per transparència abans de ser estampats en funció de l'aspecte que es vol aconseguir. Aquesta tècnica és més elaborada, cada obra es beneficia del secret transmès del mestre a l'alumne i traduint l'estil de l'autor. La composició s'acompanya d'un text destinat a transmetre una dimensió poètica.

El Gyotaku actualment és un tipus d'art marginal practicat en cercles petits i amb una difusió restringida. Això no obstant, la seva tècnica ha esdevingut força popular entre els infants japonesos i també occidentals, en aquests casos els suports solen ser teixits molt variats, incloent-hi acrílics, i se substitueixen els peixos originals per rèpliques de plàstic.